# أسعد الفقيه
أسعد الفقيه هو أول سفير للسعودية في الولايات المتحدة في عهد المؤسس الملك عبد العزيز. عُيّن الفقيه سفيرًا لدى الولايات المتحدة سنة 1368هـ الموافق 1949 م، وظل في منصبه حتى عام 1374 هـ / 1954 م، ثم جاء مكانه السفير عبد الله الخيال.